# Schmalspurbahn auf Ocean Island
| Die erste Orenstein & Koppel Dampflokomotive, 1906 |                     |                        |                        |
| |                     |                        |                        |
| Sonderfahrt mit einer speziell für den Transport von irischen Abendessen-Gästen gecharterten Lokomotive                                                                                                |                     |                        |                        |
| Streckenverlauf |                     |                        |                        |
| Streckenlänge: | etwa 3 km           |                        |                        |
| Spurweite: | 610 mm (2-Fuß-Spur) |                        |                        |
| |                     |                        |                        |
| \| \| 3 \| nördliche Abbaugebiete \| nördliche Abbaugebiete \| \| \| \| Tapiwa \| \| \| \| \| Tapiang \| \| \| \| 0 \| Verladeeinrichtungen \| Verladeeinrichtungen \| \| \| \| Bootshafen; Ooma \| \| |                     |                        |                        |
| Haltepunkt / Haltestelle Streckenanfang (Strecke außer Betrieb) | 3                   | nördliche Abbaugebiete | nördliche Abbaugebiete |
| Haltepunkt / Haltestelle (Strecke außer Betrieb) |                     | Tapiwa                 | Tapiwa                 |
| Haltepunkt / Haltestelle (Strecke außer Betrieb) |                     | Tapiang                | Tapiang                |
| Kopfbahnhof Streckenende (Strecke außer Betrieb) | 0                   | Verladeeinrichtungen   | Verladeeinrichtungen   |
| |                     | Bootshafen; Ooma       |                        |

Die Schmalspurbahn auf Ocean Island war eine etwa drei Kilometer lange, ab 1900 betriebene Feldbahn auf Ocean Island (kolonialzeitlicher Name der heute zu Kiribati gehörenden Insel Banaba) mit einer Spurweite von 2 Fuß (610 mm). Sie diente dem Transport des abgebauten Phosphatgesteins aus dem Inselinneren zu den Verladeanlagen an der Küste.

## Geschichte und Streckenverlauf
Die reichen Phosphatvorkommen auf Ocean Island waren im Mai 1900 von dem britischen Prospektor Albert F. Ellis entdeckt worden, und noch im selben Jahr begann die Pacific Islands Company mit deren Ausbeutung. Ein erster Verladesteg bei Ooma im Süden der Insel wurde im November 1900 fertiggestellt und durch ein Gleis mit einer Spurweite von 2 Fuß mit dem höher gelegenen Zwischenlager für das abgebaute Phosphatgestein verbunden. Eine weitere Verladeeinrichtung entstand im folgenden Jahr im Westen bei Tapiwa. Zur Überwindung des Höhenunterschieds zwischen der Küste und den etwa 80 Meter über dem Meeresspiegel liegenden Abbaugebieten dienten mehrere zweigleisige schiefe Ebenen, die eine einfache Beförderung des Transportguts unter Ausnutzung der Schwerkraft ermöglichten.
Im Jahr 1902 wurde die Küstenstrecke der Bahnlinie erbaut. Sie verlief von Ooma im Süden entlang der Süd- und Westküste der Insel über die Siedlungen Tapiang und Tapiwa bis zu den nördlichen Abbaugebieten. Die zum Teil doppel- oder sogar dreigleisig ausgebaute Bahnstrecke mit zahlreichen Gleisanschlüssen verband alle Ortschaften und Betriebspunkte des Phosphatabbaus miteinander. Zusätzlich zum Gütertransport gab es einen regelmäßigen Passagierbetrieb zwischen Ooma und Tapiwa mit Zwischenhalt in Tapiang, der zwar allen Inselbewohnern offen stand, aber sowohl in den Wagen als auch an den Haltestellen Rassentrennung praktizierte.
In der Anfangszeit kamen Dampflokomotiven nur auf der Küstenstrecke zum Einsatz. Die fortschreitende bergbauliche Erschließung des zentralen Plateaus und des östlichen Grubenfelds, verbunden mit der Erweiterung des dortigen Streckennetzes, erforderte ab 1907 auch dort deren Einsatz zur Bewältigung der gestiegenen Transportaufgaben. In den 1920er-Jahren wurde auf dem Plateau eine Ringstrecke mit eigenen Wartungs- und Versorgungseinrichtungen für die dort eingesetzten Lokomotiven und Wagen angelegt.
Während des Zweiten Weltkriegs besetzten japanische Truppen die Insel und zerstörten die Gleisanlagen. Nach dem Krieg wurden Teile der Ringstrecke auf dem Plateau wiederhergestellt und einige der von den Japanern in schlechtem Zustand zurückgelassenen Lokomotiven repariert. Mit der Umstellung des Gesteinstransports auf Lastwagenbetrieb im November 1955 erfolgte die Stilllegung der Schmalspurbahn. Die Schienen wurden demontiert und 1963 zusammen mit den Lokomotiven und Wagen zur Verschrottung nach Japan verschifft.

## Rollendes Material
Als Triebfahrzeuge fanden in den ersten Jahren ausschließlich zweiachsige Dampf-Tenderlokomotiven Verwendung. Die erste Lokomotive war die von W. G. Bagnall im Jahr 1881 gebaute Active, eine Satteltanklokomotive, die zuvor auf zahlreichen anderen pazifischen Phosphatinseln eingesetzt worden war und im Jahr 1900 nach Ocean Island geliefert wurde. Weitere Dampflokomotiven von  Orenstein & Koppel sowie eine weitere von Bagnall wurden in den folgenden Jahren zugekauft. Später wurden ergänzend auch benzingetriebene Lokomotiven der Hersteller Montania, Baguley, Avonside und Hudswell Clarke eingesetzt.
Als Folge des Umbaus der Nauruer Gleisanlagen auf eine Spurweite von 3 Fuß wurden in den Jahren 1937 und 1938 einige der dort nicht mehr verwendbaren Lokomotiven mit 2 Fuß Spurweite nach Ocean Island verlegt, ebenso wie bereits Ende der 1920er-Jahre die Krauss-Lokomotive Nellie.
Der Transport des Phosphatgesteins wurde zunächst mit zweiachsigen Endkippwagen mit 1,5 Tonnen Kapazität, später mit den auch auf Nauru verwendeten Doppelseitenkippwagen von Arthur Koppel und Hudson durchgeführt. Für den Personentransport gab es eine Zuggarnitur mit einem Wagen mit Sonnenschutzdach für Regierungsbeamte und Manager sowie lange offene Drehgestellwagen für die Arbeiter, die zumindest teilweise mit einer mittigen Unterteilung zur Rassentrennung versehen waren.
| Nr. a)/Name                        | Hersteller | Bauart | Werksnr. | Baujahr | Leistung | Bemerkungen |
| ---------------------------------- | ---------- | ------ | -------- | ------- | -------- | --- |
| Active                             | Bagnall    | B-t    | 377      | 1881    |          | Umgekehrte Satteltanklokomotive; vor 1900 auf anderen Inseln eingesetzt; nach 1903 verkauft oder verschrottet                           |
| Nr. 1/Ella                         | Bagnall    | B-t    | 1870     | 1907    | 40 hp    | 1954 ausgemustert; 1963 verschrottet |
| ?                                  | O&K        | B-t    | 1057     | 1903    | 20 hp    | bis 1945 verkauft oder verschrottet |
| Florence                           | O&K        | B-t    | 1688     | 1905    | 20 hp    | bis 1945 verkauft oder verschrottet |
| ?                                  | O&K        | B-t    | 2621     | 1908    | 20 hp    | bis 1945 verkauft oder verschrottet |
| Nr. 4                              | O&K        | B-t    | 11174    | 1926    | 20 hp    | vor 1955 ausgemustert; 1963 verschrottet                                                                                                |
| Nr. 5                              | O&K        | B-t    | 10474    | 1923    | 20 hp    | vor 1955 ausgemustert; 1963 verschrottet                                                                                                |
| Nr. 6                              | Krauss     | B-t    | 5671     | 1907    | 30 hp    | vermutlich zwischen 1926 und 1929 nach Ocean Island verlegt; davor als Nellie auf Nauru eingesetzt; bis 1945 verkauft oder verschrottet |
| Nr. 7                              | O&K        | B-t    | 12678    | 1935    | 40 hp    | 1955 ausgemustert; 1963 verschrottet |
| Nr. 8                              | O&K        | B-t    | 12737    | 1936    | 40 hp    | 1955 ausgemustert; 1963 verschrottet |
| Nr. 9                              | O&K        | B-t    | 11585    | 1928    | 40 hp    | möglicherweise um 1937 von Nauru nach Ocean Island verlegt; 1954 ausgemustert; 1963 verschrottet                                        |
| Nr. 10                             | O&K        | B-t    | 11291    | 1926    | 40 hp    | möglicherweise um 1937 von Nauru nach Ocean Island verlegt; 1955 ausgemustert; 1963 verschrottet                                        |
| Nr. 11                             | O&K        | B-t    | 9880     | 1922    | 40 hp    | um 1938 von Nauru nach Ocean Island verlegt; 1955 ausgemustert; 1963 verschrottet                                                       |
| Nr. 12                             | O&K        | B-t    | 3300     | 1909    | 40 hp    | um 1938 von Nauru nach Ocean Island verlegt; 1955 ausgemustert; 1963 verschrottet                                                       |
| a) Betriebsnummer auf Ocean Island |            |        |          |         |          | |